# Richard Draeger
Richard „Dick“ Arthur Draeger (* 22. September 1937 in Pasadena, Kalifornien; † 8. Februar 2016 in Novato, Kalifornien) war ein Ruderer aus den Vereinigten Staaten, der 1960 die olympische Bronzemedaille im Zweier mit Steuermann gewann. 

## Karriere
Draeger studierte an der Stanford University und ruderte danach für den Lake Washington Rowing Club in Seattle. 1960 bildete der 1,98 m große Draeger zusammen mit dem gleich großen Conn Findlay und dem Steuermann Kent Mitchell einen Zweier. Dieser Zweier gewann die im Rahmen der US-Meisterschaften ausgetragenen Olympic Trials. Bei der auf dem Albaner See ausgetragenen Olympischen Regatta 1960 belegten die Amerikaner im Vorlauf den zweiten Platz hinter dem Boot aus der Sowjetunion und gewannen dann ihren Hoffnungslauf. Im Finale siegte der deutsche Zweier mit einer Sekunde Vorsprung vor dem Boot aus der Sowjetunion. Vier weitere Sekunden zurück gewannen die Amerikaner die Bronzemedaille.
Während Findlay und Mitchell zusammen mit Edward Ferry vier Jahre später Olympiasieger wurden, war Draeger nur 1960 in der Aktivenklasse erfolgreich. Draeger kehrte erst 1978 auf die Regattastrecken zurück und startete unter anderem im Seniorenwettbewerb der Henley Royal Regatta.